# Дегтярное (Курская область)
Дегтя́рное — деревня в Горшеченском районе Курской области России. Входит в состав Среднеапоченского сельсовета.

## География
Деревня находится в восточной части Курской области, в лесостепной зоне, в пределах юго-западной части Среднерусской возвышенности, на расстоянии примерно 33 км (по прямой) к западу от посёлка городского типа Горшечное, административного центра района. Абсолютная высота — 232 м над уровнем моря.
Часовой пояс
Деревня Дегтярное, как и вся Курская область, находится в часовой зоне МСК (московское время). Смещение применяемого времени относительно UTC составляет +3:00.

## Население
| 2002 | 2010 |
| ---- | ---- |
| 99   | ↘45  |

Гендерный состав
По данным Всероссийской переписи населения 2010 года, в гендерной структуре населения мужчины составляли 40 %, женщины — соответственно 60 %.
Национальный состав
Согласно результатам переписи 2002 года, в национальной структуре населения русские составляли 100 % из 99 чел.

## Улицы
- ул. Береговая,
- ул. Лесная,
- ул. Цветочная[6].